# Спалах Ірідіуму

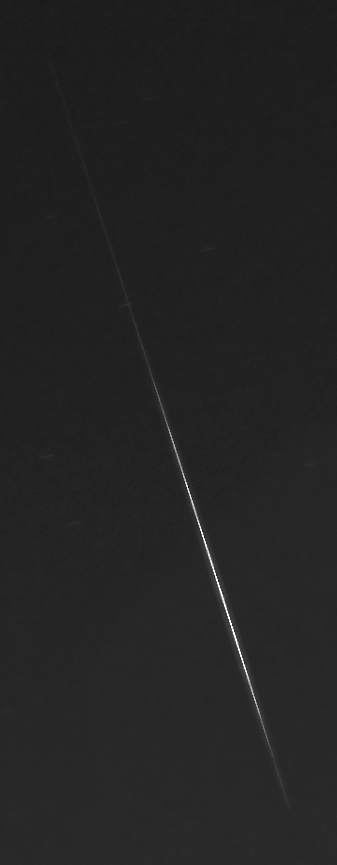
Фото спалаху «Ірідіуму», знята з витримкою 30 с.

Спалах «Ірідіуму» — явище, яке викликано відбиттям сонячного світла полірованими поверхнями антен супутників системи супутникового зв'язку «Ірідіум». Космічний сегмент мережі «Ірідіум» складається з 66 космічних апаратів (масою приблизно 700 кг кожен), рівномірно розміщених на 6 приполярних кругових орбітах з нахилом 86,4 ° і висотою близько 780 км.

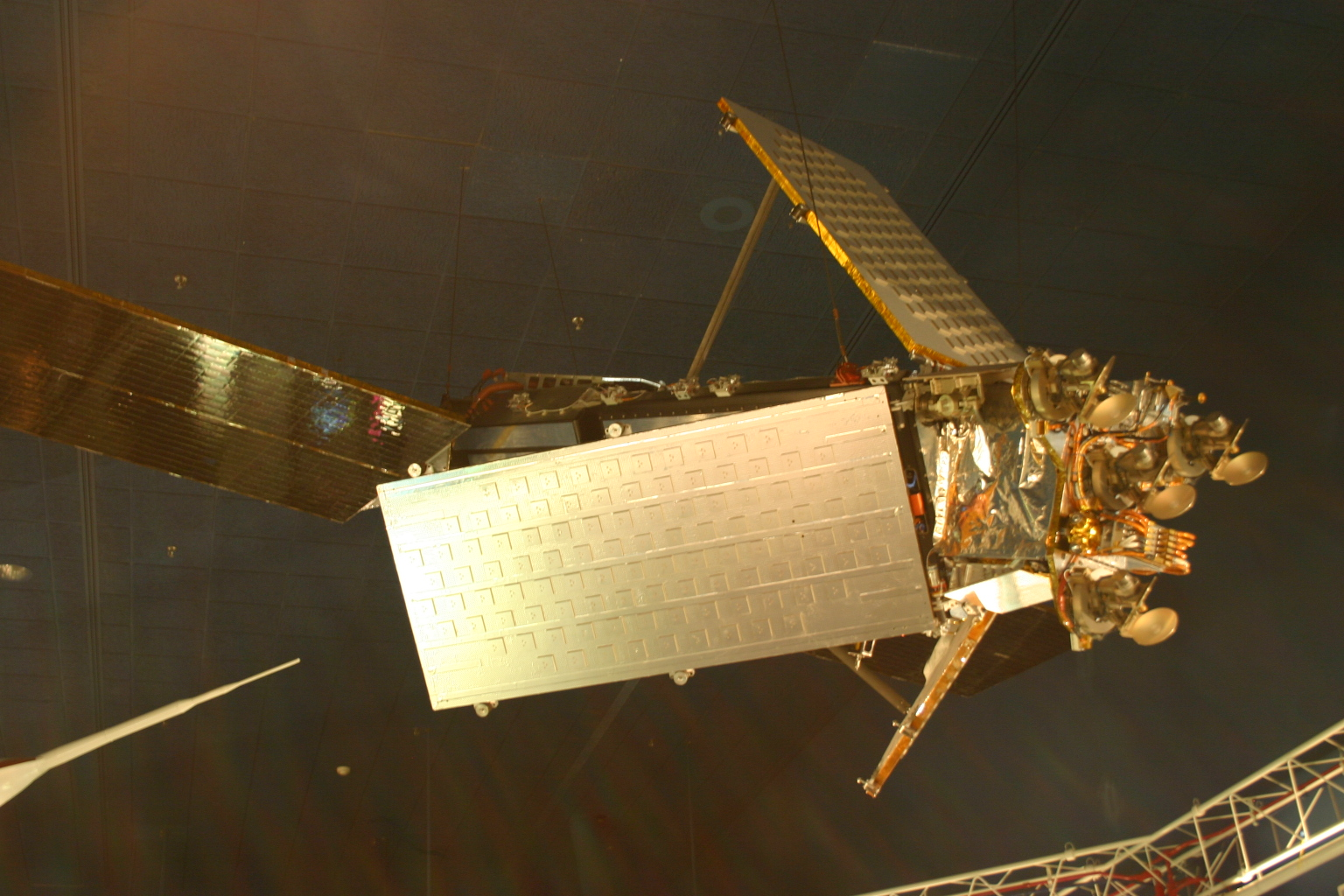
Супутник «Ірідіум»

Час життя одного космічного апарата системи складає не менше 5 років. Кожен апарат формує свою зону обслуговування площею близько 19 мільйонів квадратних кілометрів. Зони обслуговування всіх 66 космічних апаратів повністю покривають Землю.
Зв'язок з абонентами підтримується за допомогою 3 головних антен (MMA — Main Mission Antenna) розміром  86 × 186 см. 
Час від часу одна з антен MMA відбиває сонячні промені на поверхню Землі, створюючи відблиск діаметром близько 10 км, що рухається по поверхні планети. Для земного спостерігача це виглядає як плавна поява і подальше плавне зникнення найяскравішої зірки. Явище тривало менше 10 секунд.
Оскільки положення кожного космічного апарата відоме з високою точністю, можливо обчислити час появи таких відблисків для будь-якої точки планети. Любителі астрономії часто фотографують це красиве явище.
Деякі спалахи були дуже яскраві — багато з них досягають зоряної величини -8, а деякі -9,5. Спалахи такої яскравості можуть спостерігатися навіть вдень, але справляють найбільше враження вночі. У свій час супутники системи «Ірідіум» в момент відображення сонячного світла на Землю були найяскравішими зіркоподібними об'єктами на небосхилі.

## Кінець епохи спалахів «Ірідіумів»

Схема утворення спалаху

Після того як перше покоління «Ірідіумів» відслужило свій термін, супутники один за одним зійшли з робочих орбіт і згоріли в земній атмосфері. Супутники що їх замінили є меншими, і таких спалахів не продукуватимуть. Повідомлення про вхід останнього з цих спутників в атмосферу зявилось 28 грудня 2019 року, що ознаменувало закінчення епохи явища спалахів «Іридіумів».